# The Squires
The Squires o Neil Young & The Squires fue una banda musical canadiense formada en Winnipeg, Manitoba en 1963 por los guitarristas Neil Young y Allan Bates, el batería Jack Harper y el bajista Ken Koblun.

## Grabaciones
En 1963 el grupo grabó un sencillo publicado por V Records. El sencillo, que incluyó las canciones «Sultan» y «Aurora», fue publicado en edición limitada de 300 copias impresas, de las cuales solo se tienen conocimiento de una decena en la actualidad. Ambas canciones fueron publicadas en la caja recopilatoria The Archives Vol. 1 1963–1972, que también reúne grabaciones inéditas de The Squires grabadas entre 1963 y 1965.

## Conciertos
The Squires solían tocar en clubs de Winniped y alrededores, así como en bailes y en fiestas de graduación, con un repertorio basado en canciones de The Shadows, The Ventures y The Fireballs. Durante su estancia con The Squires, y antes de formar parte de Mynah Birds, Young comenzó a componer y a interpretar en directo sus propias canciones. Al respecto, Young llegó a grabar con The Squires «I Wonder» y «I'll Love You Forever», dos de sus primeras composiciones originales, en los estudios de la cadena de radio CJLX.

## Discografía
| Año  | Título                  | Sello     |
| ---- | ----------------------- | --------- |
| 1963 | «The Sultan» / «Aurora» | V records |